# Heinrich Richter (Priester)
Heinrich Richter (* 23. Dezember 1898 in Mülheim am Rhein; † 4. April (?) 1945 in Ohrdruf (?)) war ein deutscher katholischer Geistlicher, Lokalpräses der Kölner Kolpingsfamilien. Er starb im Konzentrationslager.

## Leben
Heinrich Richter studierte katholische Theologie in Bonn und am Priesterseminar in Köln und wurde am 5. März 1922 zusammen mit 52 anderen Diakonen von Erzbischof Karl Joseph Kardinal Schulte im Kölner Dom zum Priester geweiht. Seine erste Anstellung fand er als Kaplan in Wuppertal-Elberfeld, St. Joseph. Danach war er als Kaplan an Heilig Geist und von 1925 bis 1929 an St. Peter in Düsseldorf tätig. Gleichzeitig wirkte er als Religionslehrer an den Städtischen Berufsschulen und war Vizepräses der Kolpingsfamilie. 1929 wurde Richter Kaplan an St. Michael in Köln. Am 28. September 1931 erhielt er seine Berufung zum Lokalpräses der Kolpingsfamilie Köln-Zentral und zum Vikar an der Minoritenkirche. Zu seinen Aufgaben gehörte, den Generalpräses des Kolpingwerkes, Monsignore Theodor Hürth, in seiner Tätigkeit zu unterstützen.
In der Zeit des Zweiten Weltkrieges gehörte Richter zusammen mit seinen Freunden Theodor Babilon und Leo Schwering in der Zentrale des Kolpingwerkes zu einem Gesprächskreis, der sich in meist wöchentlichen Abständen traf, um die tagespolitische Situation zu erörtern. Ein Angestellter des Kolpinghauses denunzierte im Sommer 1944 diese Gruppe bei der Kölner Kreisleitung der NSDAP.

## Verhaftung und Tod
Am 15. August 1944 wurde Richter im Kolpinghaus zusammen mit Babilon und Schwering von der Gestapo verhaftet, mehrere Tage unter menschenunwürdigen Bedingungen im berüchtigten EL-DE-Haus in der Elisenstraße festgehalten und anschließend in das KZ-Durchgangslager Deutz verbracht. Ebenso wie Babilon und Schwering nutzte er eine sich nach einem verheerenden Bombenangriff am 14. Oktober bietende Chance zur Flucht nicht, sondern kehrte nach einem Besuch bei einer befreundeten Familie ins Lager zurück. Nachdem im Dezember 1944 das Konzentrationslager Deutz vollends zerstört worden war, überstellte man Richter in das Gefängnis Klingelpütz und unterzog ihn weiteren Verhören. Interventionen des Kölner Stadtdechanten Dr. Robert Grosche bei der Gestapo und des Kölner Erzbischofs Joseph Frings beim Reichssicherheitshauptamt zur Freilassung Richters scheiterten. Im Januar 1945 wurde Richter in das KZ Buchenwald oder seine Außenstelle Ohrdruf eingeliefert, wo er wenige Wochen vor Kriegsende im Lazarett ums Leben kam. Bis heute ist nicht geklärt, ob er infolge von Entkräftung verstarb oder bei der Räumung des Lagers angesichts des Heranrückens der Alliierten von Wachsoldaten ermordet wurde. Die offizielle Todesmitteilung im Amtsblatt des Erzbistums Köln vermerkte: „in Berlin hingerichtet“.

## Würdigung
- Im Kölner Stadtteil Mülheim ist nach Richter der Präses-Richter-Platz benannt.
- Die katholische Kirche hat Vikar Heinrich Richter im Jahr 1999 als Glaubenszeugen in das deutsche Martyrologium des 20. Jahrhunderts aufgenommen.